# Mauersechseck (Dossenheim)

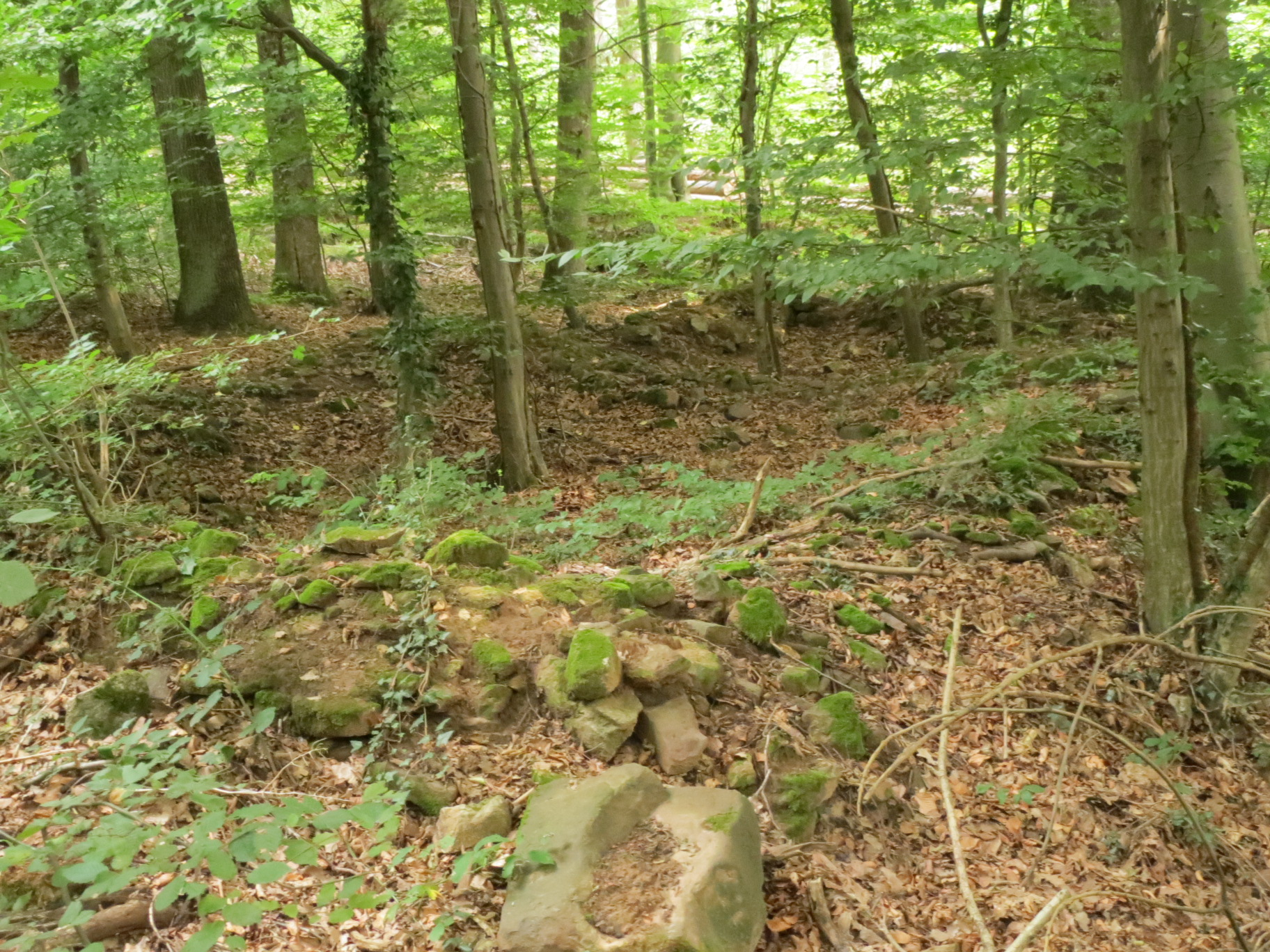
Die Überreste des Turmhauses

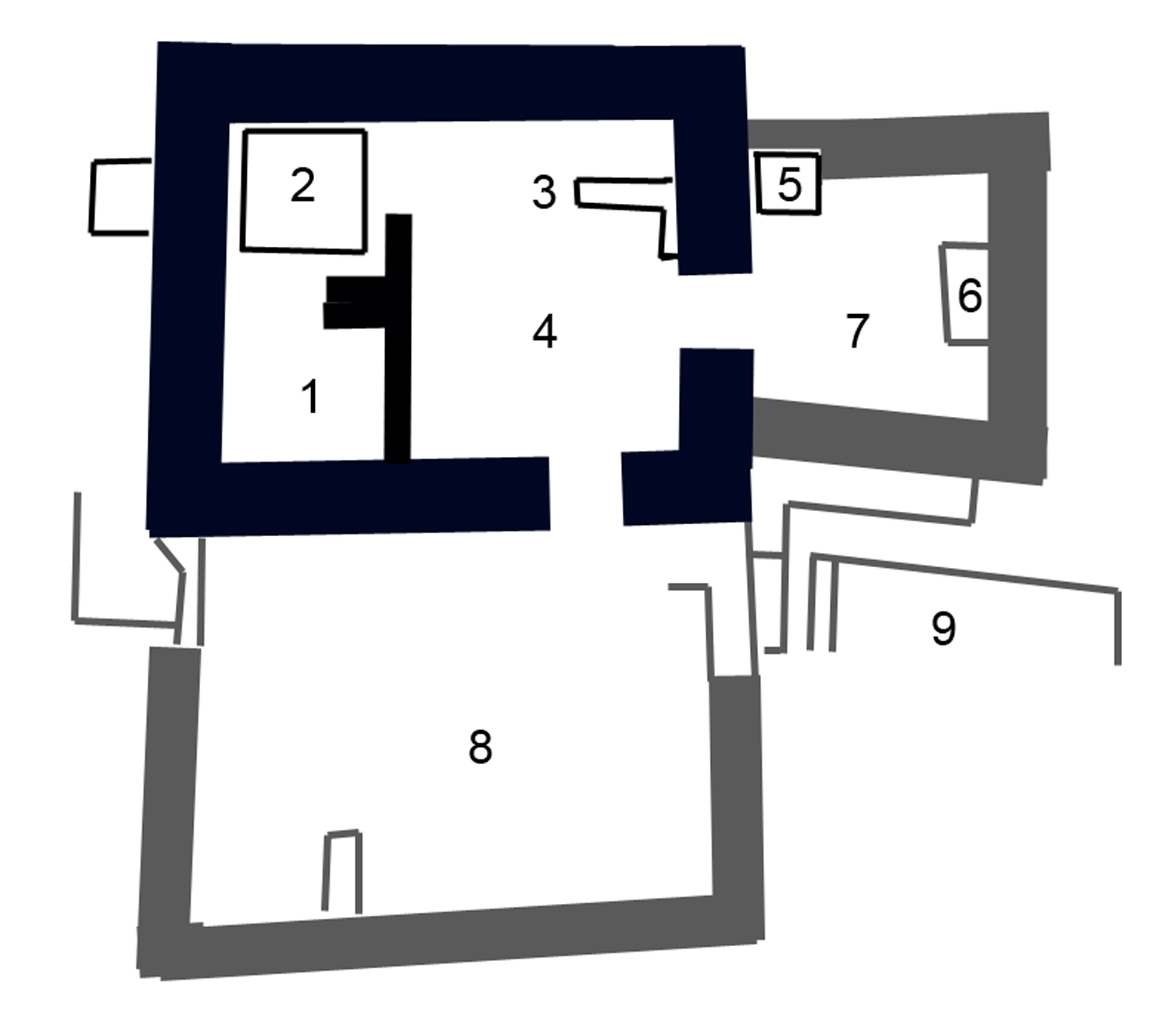
Grundriss des Turmhauses

Das sogenannte Mauersechseck, auch Waldsberg oder Ruine Wolfsgrund genannt, wird als Überrest eines, aus einem frühen befestigten burgähnlichen Anwesen hervorgegangenen, mittelalterlichen Herrenhofes südöstlich von Dossenheim im Rhein-Neckar-Kreis im nordwestlichen Baden-Württemberg angesehen.

## Lage und Beschaffenheit
Die Mauerreste an der Badischen Bergstraße am Westrand des Odenwaldes liegen an der Gemarkungsgrenze zwischen Dossenheim und dem Heidelberger Stadtteil Handschuhsheim eben noch auf Dossenheimer Gebiet im Waldgewann Wolfsgrund. Im Osten und Norden führt ein breiter Waldweg vorbei, von dem aus man die Ruine allerdings kaum erkennen kann, da das Gelände stark zugewachsen ist und am Weg dichtes Unterholz steht. Im Nordosten liegen die „Drei Eichen“, zu denen man über einen Wanderweg gelangen kann. Wenige Dutzend Meter nördlich des Mauersechsecks beginnt der Steinbruch Leferenz. Im Süden trifft man nach einigen hundert Metern auf den Höllenbach. Die Ruine liegt auf einer Höhe von etwa 255 m ü. NHN, am  Westhang des Hohen Nistlers, der an dieser Stelle stark abgeflacht ist.
Von den Mauern ist nur noch wenig sichtbar; die Reste sind teilweise kaum erkennbar oder nur wenige Dutzend Zentimeter hoch. Außerdem ist das ganze Gebiet überwachsen, es unterscheidet sich kaum vom übrigen Wald. Die Außenmauer bildet ein unregelmäßiges Sechseck, welches dem Anwesen den heutigen Namen Mauersechseck gab.
In den Waldkarten von 1790 und 1841 ist die Burgstelle als „(Die) Einsiedel“ benannt.(S. 134)

### Anlage
Da es keine schriftlichen Überlieferungen über den Hof gibt, lässt sich nur vermuten, wie er einst aussah. Er umfasste wohl mehrere Gebäude, die von einer nicht allzu mächtigen steinernen Mauer umgeben waren. In der Mitte stand ein unterkellertes, mehrgeschossiges Turmhaus, kombiniert aus Stein- und Fachwerkteilen und mit jüngerem Anbau.
Der wahrscheinlich zwei oder drei Geschosse hohe Kernbau in der Art eines Festen Hauses hatte eine Grundfläche von 9,70 m × 8,00 m (Nr. 1 und 4 im Grundriss), die Mauerdicke betrug 1,00 m. Es gab einen 2,00 m tiefen Keller (Nr. 2) mit ca. 2,00 m × 2,00 m Grundfläche, der nur über eine Leiter erreicht werden konnte. Oberhalb einer lockeren Aufmauerung (Nr. 3) in der Nordostecke des Hauptraumes (Nr. 4) fanden sich Brandspuren an den Wänden, dort wird deshalb eine erste Feuerstelle gesehen, später befand sich dort wahrscheinlich ein Kachelofen. Zumindest ein weiteres Stockwerk wird als wahrscheinlich angesehen, es wird über eine Leiter erreicht worden sein, da keine Treppenfundamente gefunden wurden und die räumlichen Begebenheiten sehr beengt waren.
Ein östlicher Anbau aus späteren Zeiten (Nr. 7) ist durch zwei Besonderheiten gekennzeichnet: eine 1,90 m tiefe Grube mit ca. 1,00 × 1,00 m Grundfläche (Nr. 5), die teilweise in den anstehenden Fels gemeißelt wurde, sowie eine gemauerte Herdstelle (Nr. 6) an der Ostseite.
Ein später erfolgter südlicher Anbau (Nr. 8) beherbergte auch den Hauptzugang zum Gebäude, der wegen des Geländeabfalls als Treppe (Nr. 9.) ausgeführt war. Am südlichen Punkt der Umfassungsmauer wurden Pfostenspuren gefunden, die auf einen Fachwerkbau hindeuten (Nr. 10).

## Geschichte
Nach den Ausgrabungsergebnissen von 1932 wurde das turmartige Feste Haus zunächst ins 11. Jahrhundert datiert und mit dem beginnenden Burgenbau in Verbindung gebracht, es wurde auch als Fluchtburg der beiden benachbarten Ortschaften gedeutet. Da das abgegangene Dorf Hillenbach (auch Hillinbach oder Höllenbach) am gleichnamigen Bach nur wenige hundert Meter entfernt vermutet wurde, konnte ein Zusammenhang nicht ausgeschlossen werden. Ob Verbindungen zum nur wenige Hundert Meter nahen, fälschlich Kronenburg genannten Alten Schlössel, einer Mehrfachburg aus derselben Zeitstellung, bestehen, ist urkundlich nicht zu belegen.
Späterer Ausbau (Umwehrung) und Nutzung als Herrenhof wurde den ergrabenen Funden nach in die zweite Hälfte des 14. Jahrhunderts gelegt.
Der befestigte Herrenhof war wahrscheinlich Sitz eines niederadligen Burgmannes in Abhängigkeit von der Schauenburg. Er wurde später aufgegeben, ohne dass Anzeichen eines Kampfes ersichtlich wären. Die Aufgabe könnte im Zusammenhang mit der Errichtung neuer Burgmannenhäuser in der Schauenburg um 1420/31 stehen.
Die genaue Nutzung des Hofes/Burgstalles ist nicht geklärt, der Name Wal(d)sberg deutet auf einen Fronhof hin. Ohne schriftliche Zeugnisse oder neuere archäologische Untersuchungen muss diese Frage offenbleiben.

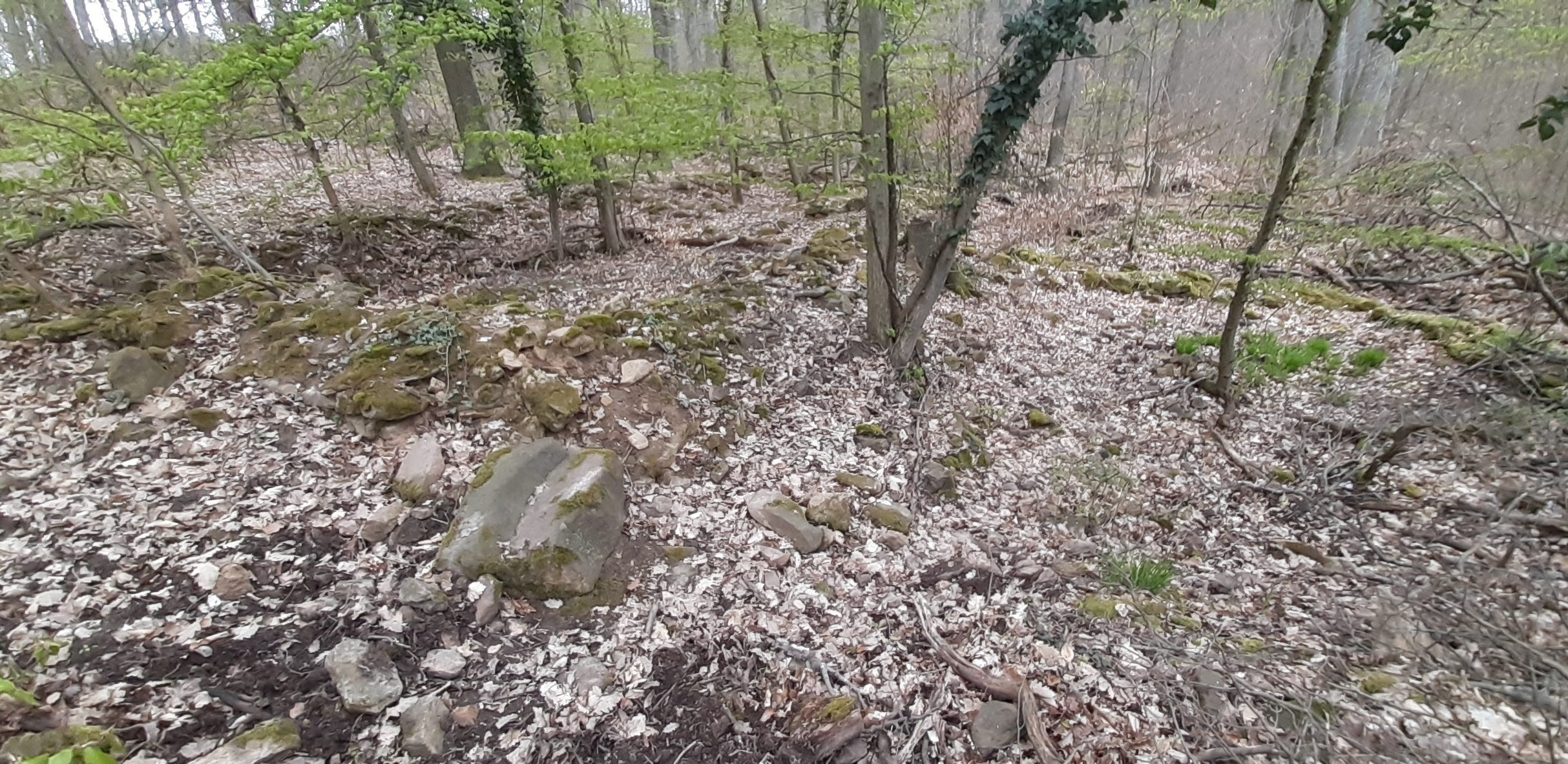
Blick von Westen auf die Grundmauerumrisse des Burghauses mit den Mauerresten des Anschlussgebäudes im Süden (rechts im Bild)
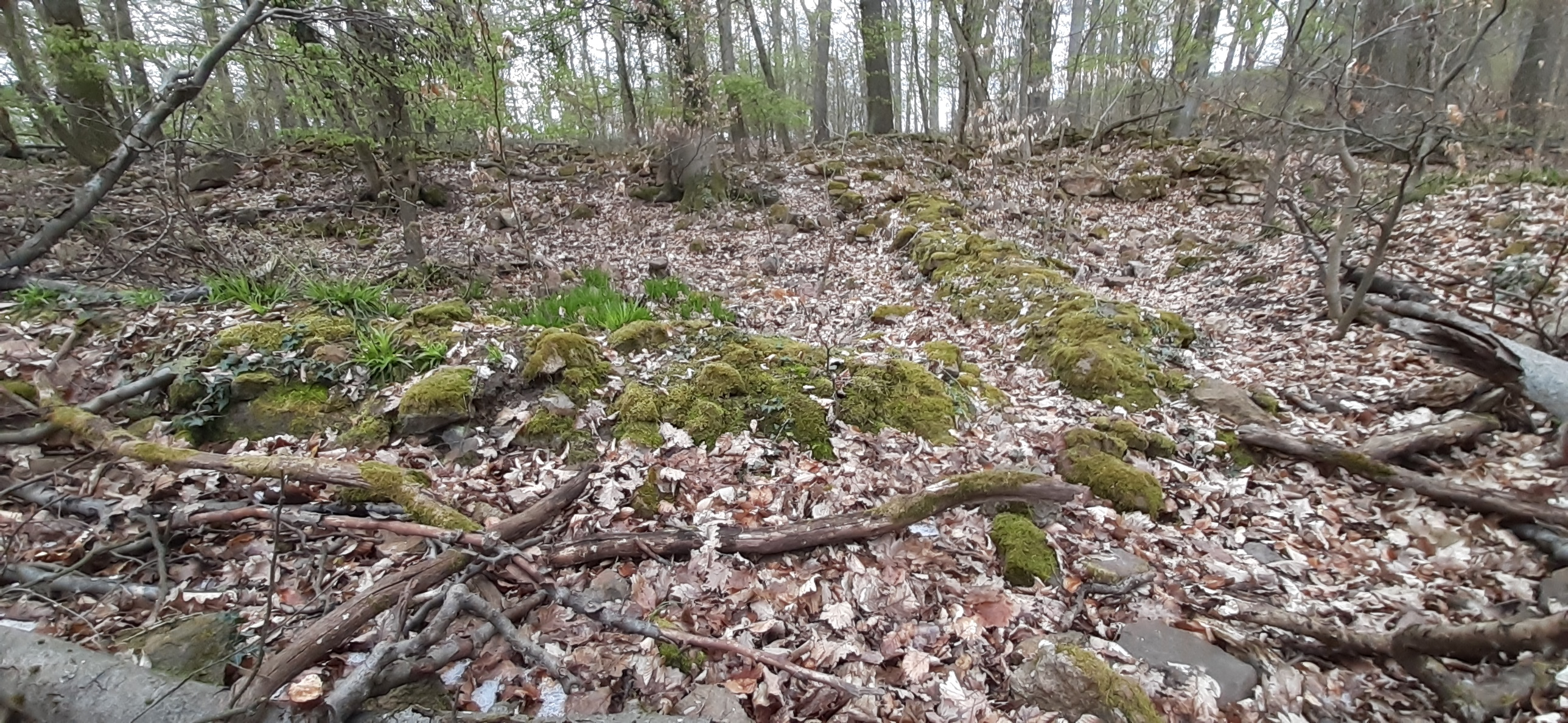
Blick von Osten auf die Überreste des Anschlussgebäudes im Osten
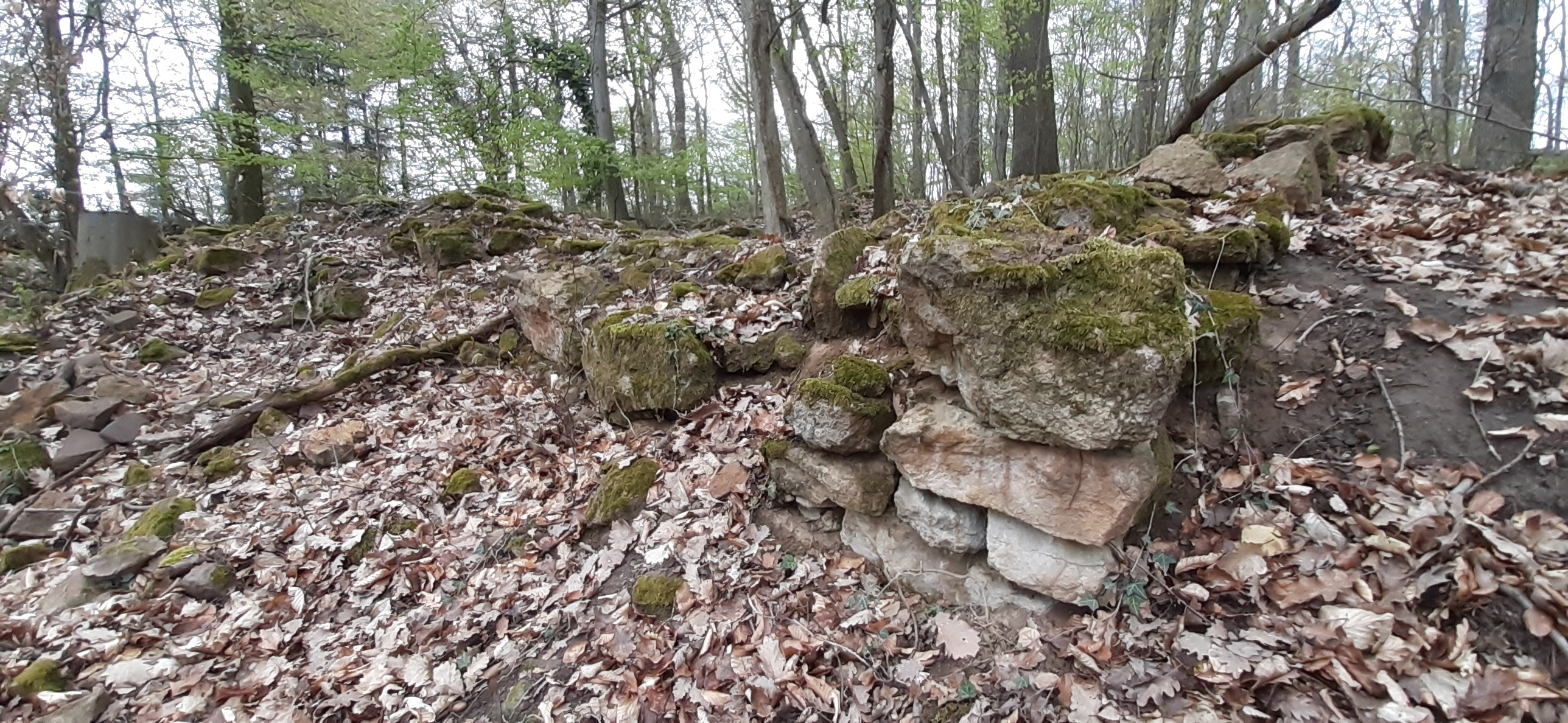
Nordöstliche Mauerecke des Turmhauses
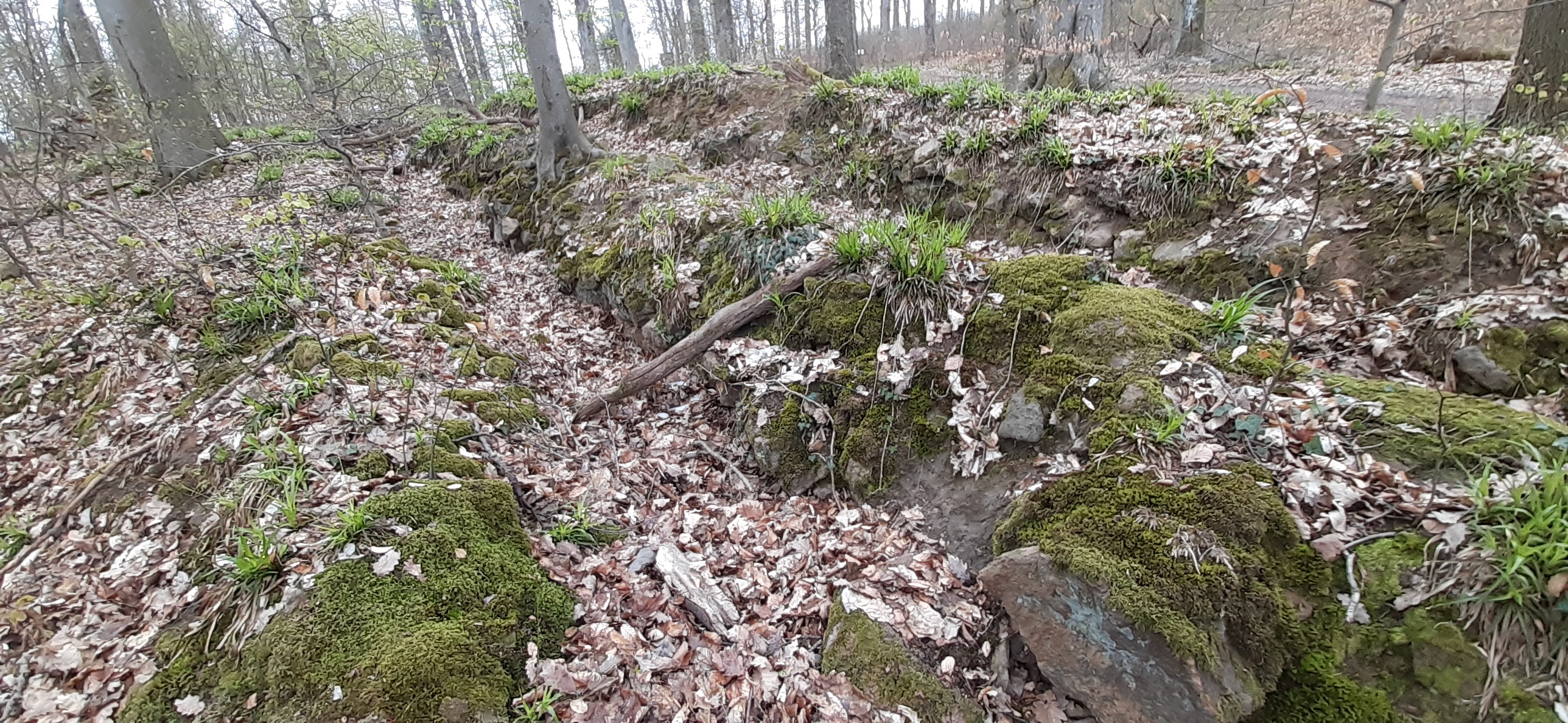
Reste des Beringes im Norden am heutigen Wanderweg mit Resten eines doppelten Grabens

### Ausgrabungen
Die Ruine wurde 1932 entdeckt und durch eine Ausgrabung im gleichen Jahr erforscht. Man fand dabei mehrere Keramikteile und stellte fest, dass die Mauern stellenweise noch über einen Meter hoch waren. Das Hauptgebäude wurde bis in den Kellerbereich ergraben. Die Keramikfunde werden Ofenkacheln verschiedenen Typs zugeordnet. In Form und Ausführung ähneln sie denen, die von der Burg Tannenberg und den Ausgrabungen von Burgen im Spessart der letzten zwanzig Jahre auf Burg Hauenstein, Burg Mole, Burg Wildenstein sowie auf der Burg Bartenstein bekannt sind, und als Tannenberger Typ bezeichnet werden. Die Ofenkacheln dieses Typs wurden in Dieburg gefertigt. Qualität und verzierende Formung der Kacheln (Blumenranken und Tiere) zeigen, dass die kleine Anlage wohl mindestens zwei hochwertige Öfen besaß, was für solche früh- bis hochmittelalterliche Anlagen nicht selbstverständlich ist. Neben Topfscherben, mehreren Eisenteilen – darunter mindestens einem Beil, Messerresten, einer Sichel, zwei Bohrern, einem gotischen Schlüssel, einer Feile, einer Pferde-Kandare zugerechneten Kleinteilen und Resten für Hufeisen vermutlich für (Maul-)Esel – wurde auch ein Steinkreuz gefunden. Keines der Gebäudeteile kann jedoch einer Kapelle zugeordnet werden. Möglicherweise handelte es sich um ein Sühnekreuz. Interessant ist der Fund eines bronzenen Ringes, dessen vermutlich lateinische Inschrift S. ANTONIVS HJUTAME als S. ANTONIUS ADJUTA ME interpretiert wird: Heiliger Antonius steh mir bei.(S. 140 ff.) Die Funde befinden sich im Heimatmuseum Dossenheim. Neben dem inneren Hauptgebäude wurden am südlichen kurzen Mauerstück des Sechseckes Pfosteneinsätze ergraben, die als Anbauten eines Fachwerkgebäudes interpretiert werden.(S. 139 f.)
Zunächst wurde die Anlage als Fliehburg für die Dossenheimer Bevölkerung gedeutet, dies konnte jedoch später widerlegt werden. Das Mauersechseck befindet sich heute größtenteils im Besitz der Gemeinde Dossenheim.
Nur eine neuere archäologisch detaillierte Untersuchung und Nachuntersuchung der Funde von 1932 könnte eine bessere Datierung und Beschreibung des Burgstalles erlauben.

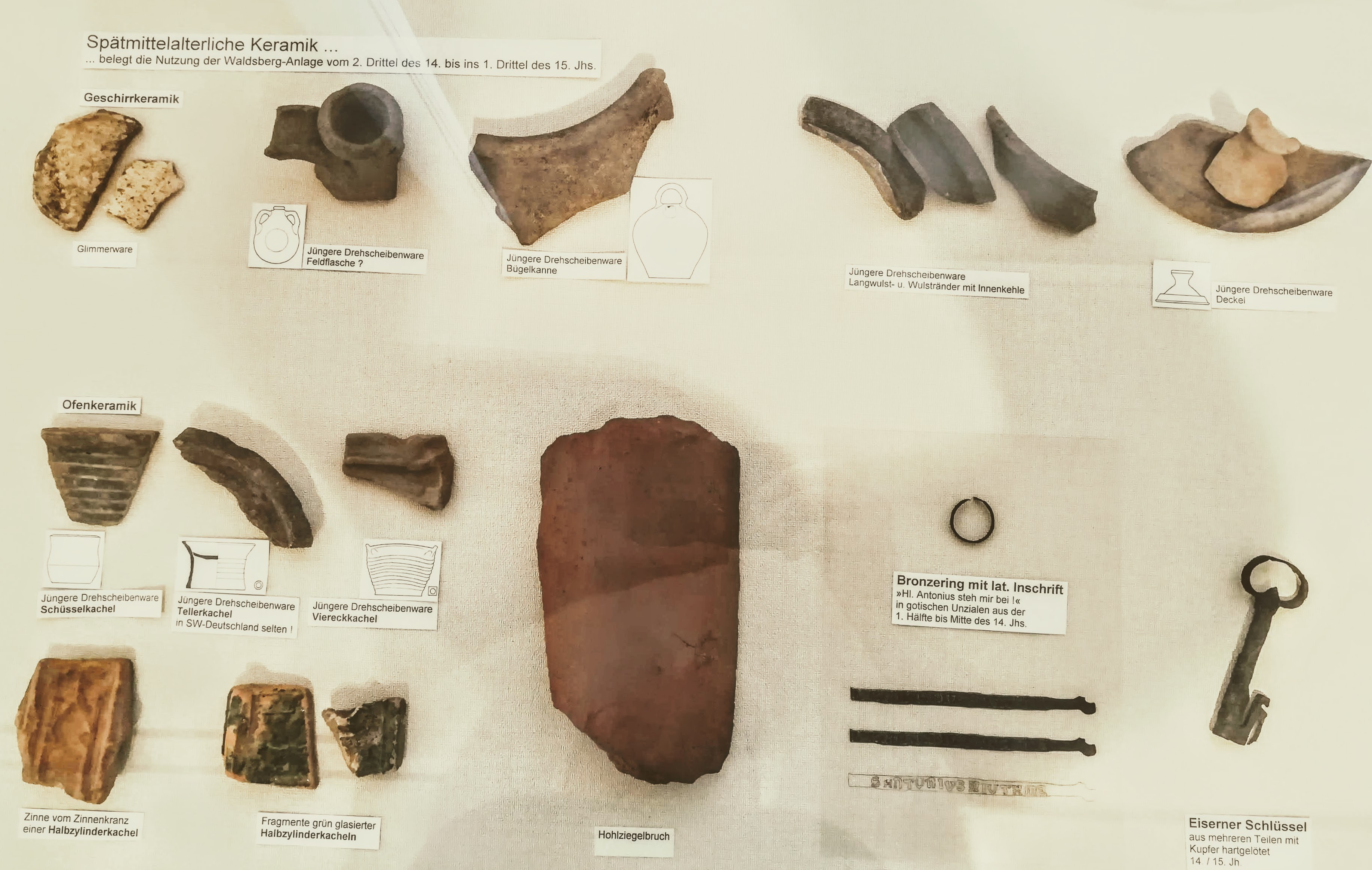
Spätmittelalterliche Keramik, mittig links Ofenkeramik
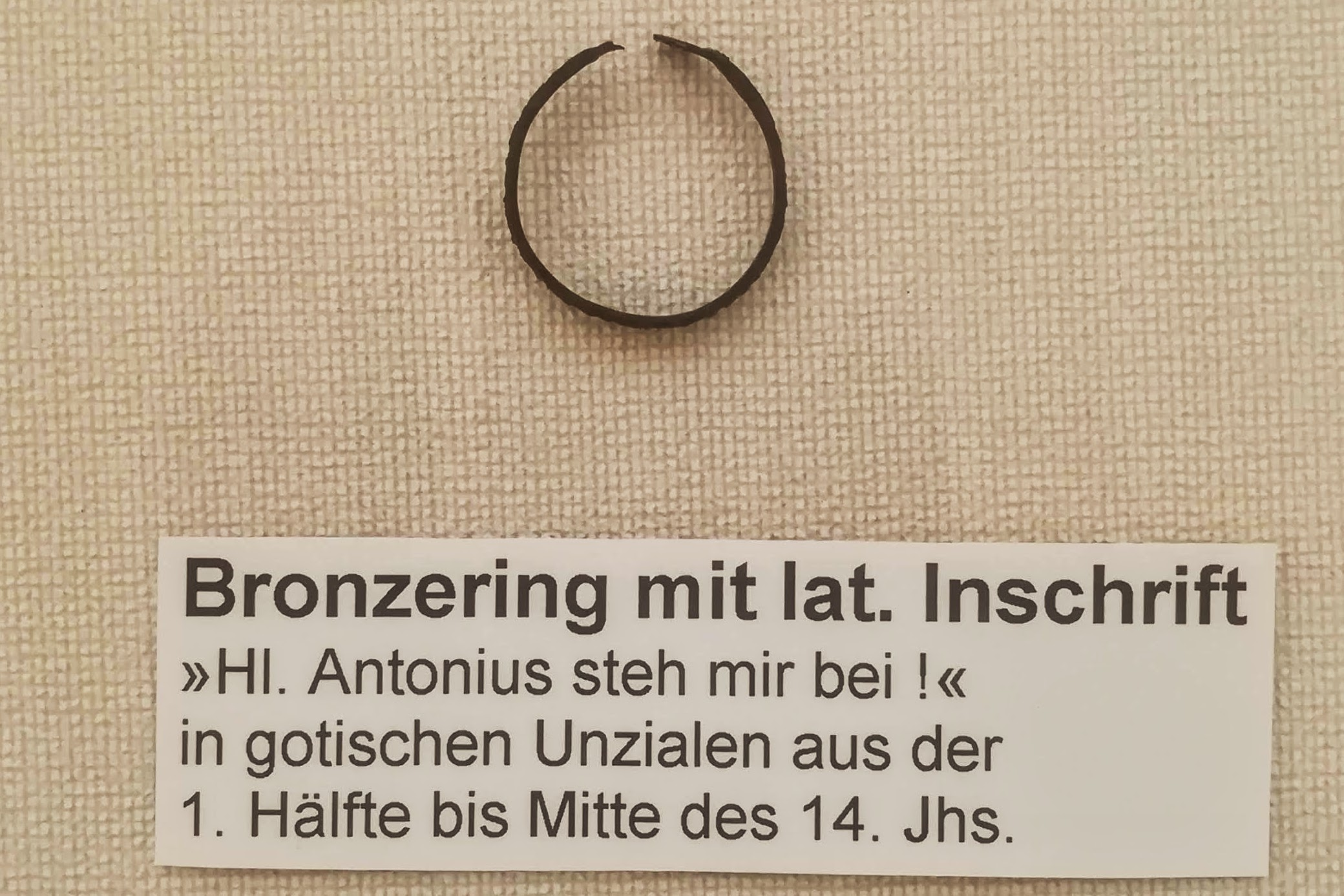
Bronzering mit der lateinischen Inschrift Hl. Antonius steh mir bei
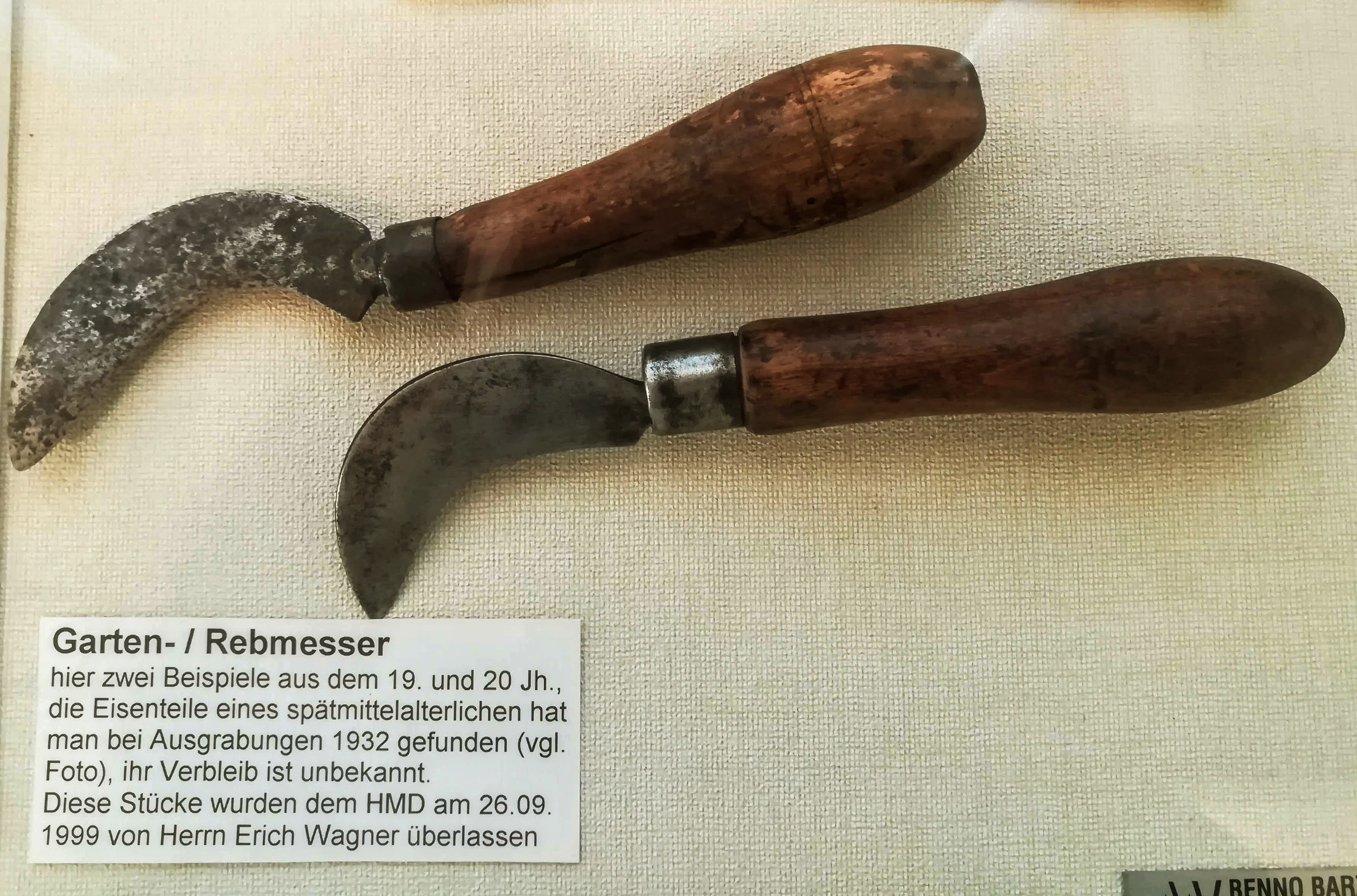
Kopien von gefundenen Weinschneidemessern
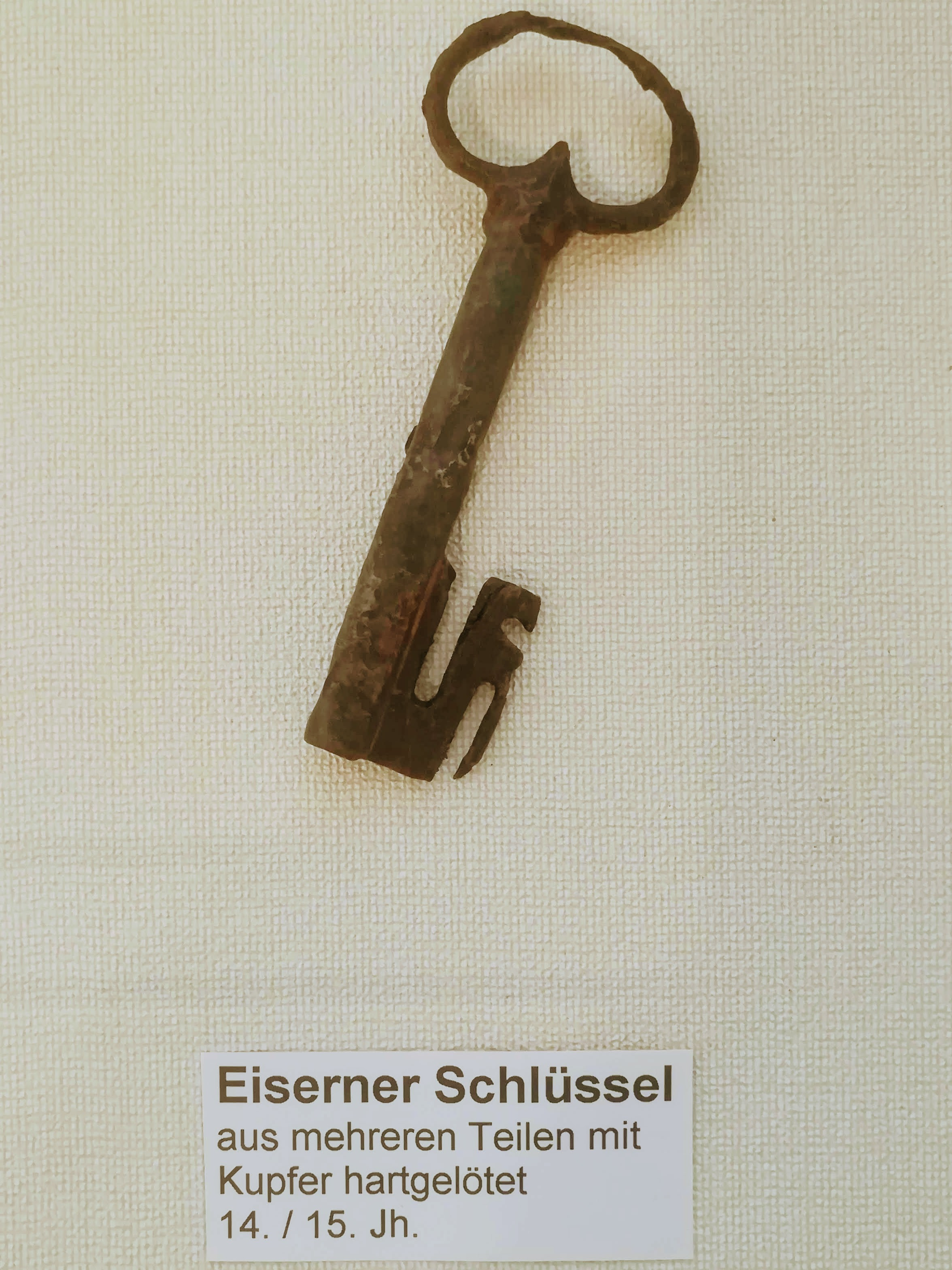
Eiserner Schlüssel